# Ibrahima Koné (iworyjski piłkarz)
Ibrahima Koné (ur. 26 lipca 1969) – piłkarz z Wybrzeża Kości Słoniowej, występujący podczas kariery na pozycji pomocnika.

## Kariera piłkarska
Ibrahima Koné rozpoczął karierę w Africa Sports Abidżan w 1989 roku. Z Africa Sports dwukrotnie zdobył mistrzostwo Wybrzeża Kości Słoniowej w 1989 i 1996, dwukrotnie Puchar Wybrzeża Kości Słoniowej w 1989 i 1993 oraz Afrykański Puchar Zdobywców Pucharów w 1992. W latach 1997–1998 występował w Ghanie w Ashanti Gold SC, po czym powrócił do Africa Sports, z którą zdobył kolejne mistrzostwo w 1999.
W latach 2000–2004 występował w Tunezji w Étoile Sportive du Sahel. Z Étoile zdobył Afrykański Puchar Zdobywców Pucharów w 2003. Później występował jeszcze w Katarze w Al Ahli Ad-Dauha, w którym zakończył karierę w 2005.

## Kariera reprezentacyjna
Ibrahima Koné występował w reprezentacji Wybrzeża Kości Słoniowej. W 1992 wystąpił w pierwszej edycji Pucharu Konfederacji, który nosił wówczas nazwę Pucharu Króla Fahda. Na tym turnieju po porażkach z Argentyną i reprezentację USA Wybrzeże Kości Słoniowej zajęło ostatnie, czwarte miejsce. Koné wystąpił w meczu z USA. W 1993 uczestniczył w przegranych eliminacjach do Mistrzostw Świata 1994.
W 1996 wystąpił w Pucharze Narodów Afryki, na którym WKS odpadło w ćwierćfinale. Na tym turnieju wystąpił w trzech meczach z Ghaną, Mozambikiem i Tunezją. W 1998 po raz Drugi wystąpił w Pucharze Narodów Afryki, na którym WKS odpadło w ćwierćfinale. Koné był rezerwowym i wystąpił tylko w meczu ćwierćfinałowym z Egiptem. W 2000 roku po raz czwarty wystąpił w Pucharze Narodów Afryki, na którym WKS odpadło w fazie grupowej. Na tym turnieju Koné wystąpił we wszystkich trzech meczach z Togo, Kamerunem i Ghaną. W 2001 uczestniczył w przegranych eliminacjach do Mistrzostw Świata 2002. W 2002 roku po raz czwarty wystąpił w Pucharze Narodów Afryki, na którym WKS odpadło w fazie grupowej. Na tym turnieju Koné wystąpił we wszystkich trzech meczach z Togo, Kamerunem i Demokratyczną Republiką Konga.